# یانوویتس
یانوویتس (به لاتین: Janowiec) یک روستا در لهستان است که در گمینا یانوویتس واقع شده‌است. یانوویتس ۱٬۰۰۰ نفر جمعیت دارد.